# ABAの殺人
『ABAの殺人（えいびいえいのさつじん、英: Murder at the ABA）』はアイザック・アシモフによる長編推理小説。1976年にダブルデイから出版された。
タイトルの「ABA」はアメリカ図書販売協会の略。この組織自体は実在のものである。
本作の主人公である作家ダライアス・ジャストはアシモフの友人でもあるSF作家ハーラン・エリスンをモデルにしている。アシモフはこのキャラクターが気に入ったようで、短編推理小説である『黒後家蜘蛛の会4』収録の「バーにいた女 (The Woman in the Bar)」にもダライアス・ジャストを登場させている。
また、本作にはアイザック・アシモフ本人も登場する。
本作は、「ダライアス・ジャストがアシモフに代筆を頼んだ」という体で執筆されており、出版前にダライアス・ジャストが校閲して入れた脚注、その脚注に対するアシモフの再脚注といったメタフィクション的な要素が盛り込まれている。

## 書籍情報
- アイザック・アシモフ、河合裕 訳『ABAの殺人』東京創元社〈創元推理文庫〉、1979年。ISBN 978-4-488-16704-2。 - 現行版の装幀は岩郷重力